# Bromuro di palladio
Il bromuro di palladio è il sale di palladio dell'acido bromidrico.
È meno comune del corrispondente cloruro, e a differenza di esso è insolubile in acqua, ma si dissolve quando riscaldato in acetonitrile per dare addotti acetomerici monomerici:
{\displaystyle {\ce {PdBr2 + 2 MeCN -> PdBr2(MeCN)2}}}
La struttura di PdBr2 è stata determinata mediante cristallografia a raggi X. La struttura è costituita da nastri ondulati di quadrati di coordinazione PdBr4 che condividono i bordi.